# 梨谷竜也
梨谷 竜也（なしたに たつや）は、日本の臨床心理士、公認心理師。
大阪府在住。医療従事者のメンタルヘルス、ストレスマネジメント、トラウマ、自殺予防、認知症、高次脳機能障害、発達障害などを専門とする。大阪府臨床心理士会第10期会長。

## 来歴
大阪府出身。立命館大学文学部卒業後、関西大学大学院社会学研究科修士課程修了。2002年、馬場記念病院臨床心理士。2023年より社会医療法人ペガサス馬場記念病院臨床心理センター・センター長。
2020年より大阪府臨床心理士会会長。